# Protographium marcellus
Protographium marcellus, früher von einigen Autoren in den Gattungen Eurytides, Iphiclides, Graphium oder Papilio aufgeführt, ist ein Schmetterling (Tagfalter) aus der Familie der Ritterfalter (Papilionidae).
Protographium marcellus ist der offizielle Staatsschmetterling des US-amerikanischen Bundesstaates Tennessee.

## Beschreibung

### Falter
Die Flügelspannweite der Falter beträgt 64 bis 104 Millimeter. Alle Flügel haben eine weißliche Grundfarbe. Auf der Oberseite der Flügel befinden sich schwarze Querstreifen, die der Zeichnung von Zebras ähnelt, weshalb im englischen Sprachgebrauch der Name Zebra Swallowtail (Zebra Schwalbenschwanz) für die Art gebräuchlich ist. Es wird eine Frühjahrs- und eine Sommergeneration gebildet, wobei letztere etwas breitere und markantere schwarze Querstreifen besitzt. Die Hinterflügel zeigen je einen roten sowie einen bläulichen, schwarz gekernten Augenfleck nahe dem Tornus. Arttypisch sind die sehr langen schwarzen, weiß umrandeten Schwänze, die die Art praktisch unverwechselbar macht. Die Unterseite der Hinterflügel weist alle Merkmale der Oberseite an den gleichen Stellen in etwas blasserer Ausführung auf, zeigt jedoch zusätzlich einen schmalen roten Querstreifen.

### Ei
Die kugelrunden Eier sind zunächst gelbgrün, ändern ihre Farbe aber nach wenigen Stunden in rotbraune Tönungen. Sie werden einzeln an den Blättern einer Nahrungspflanze abgelegt.

### Raupe
Erwachsene Raupen bilden zwei Farbvarianten. Sie sind entweder hellgrün und mit gelblichen Querstreifen zwischen den einzelnen Segmenten sowie schwarzen Punkten versehen oder schwärzlich mit orangen Querstreifen. Zur Abwehr von Feinden sind sie mit einem Osmaterium am Kopf ausgestattet.

### Puppe
Die Puppe ist bräunlich marmoriert und zeigt einen spitzen Höcker am Thorax und zwei kurze Hörner am Kopf.

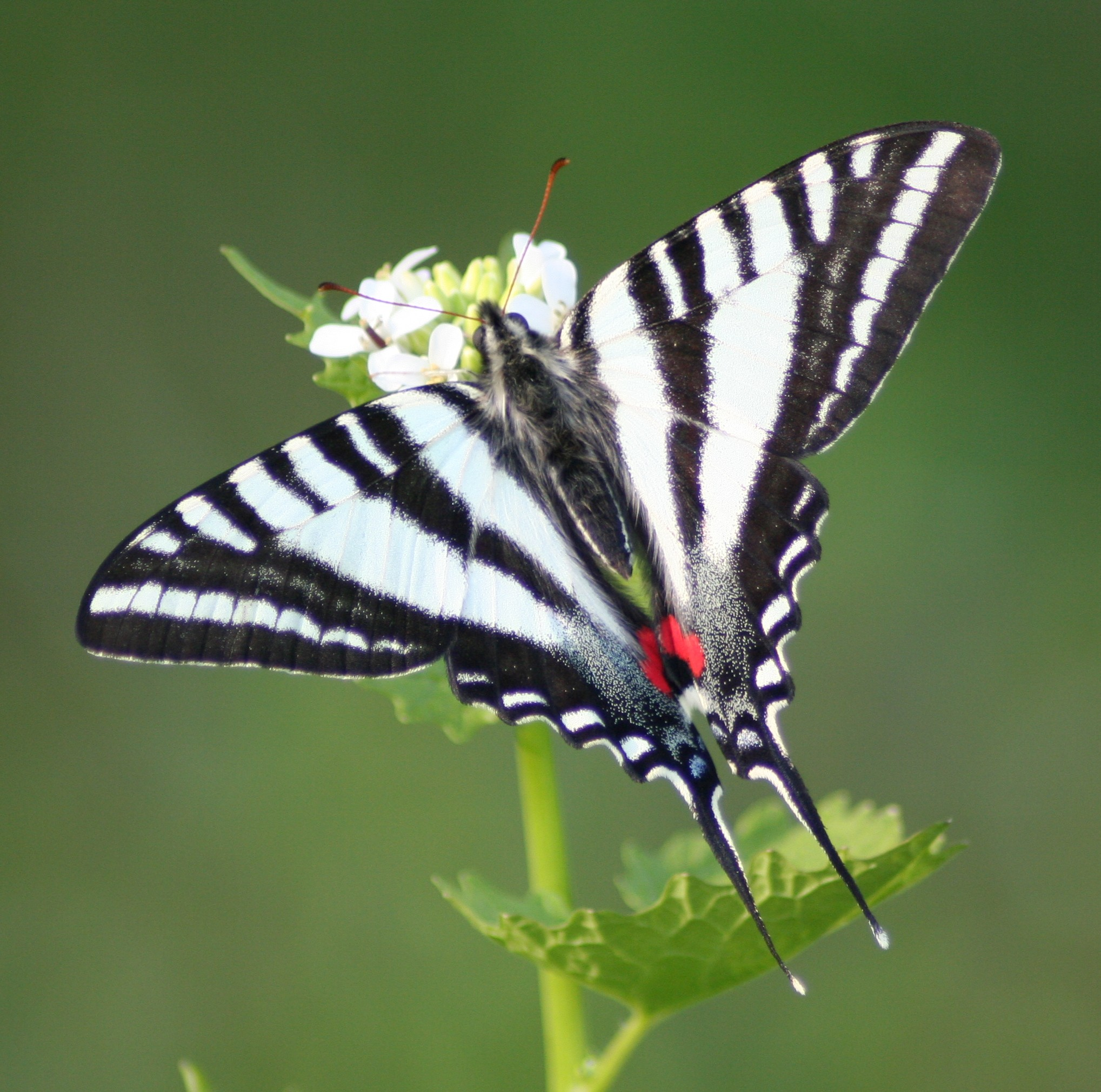
Frühjahrsform
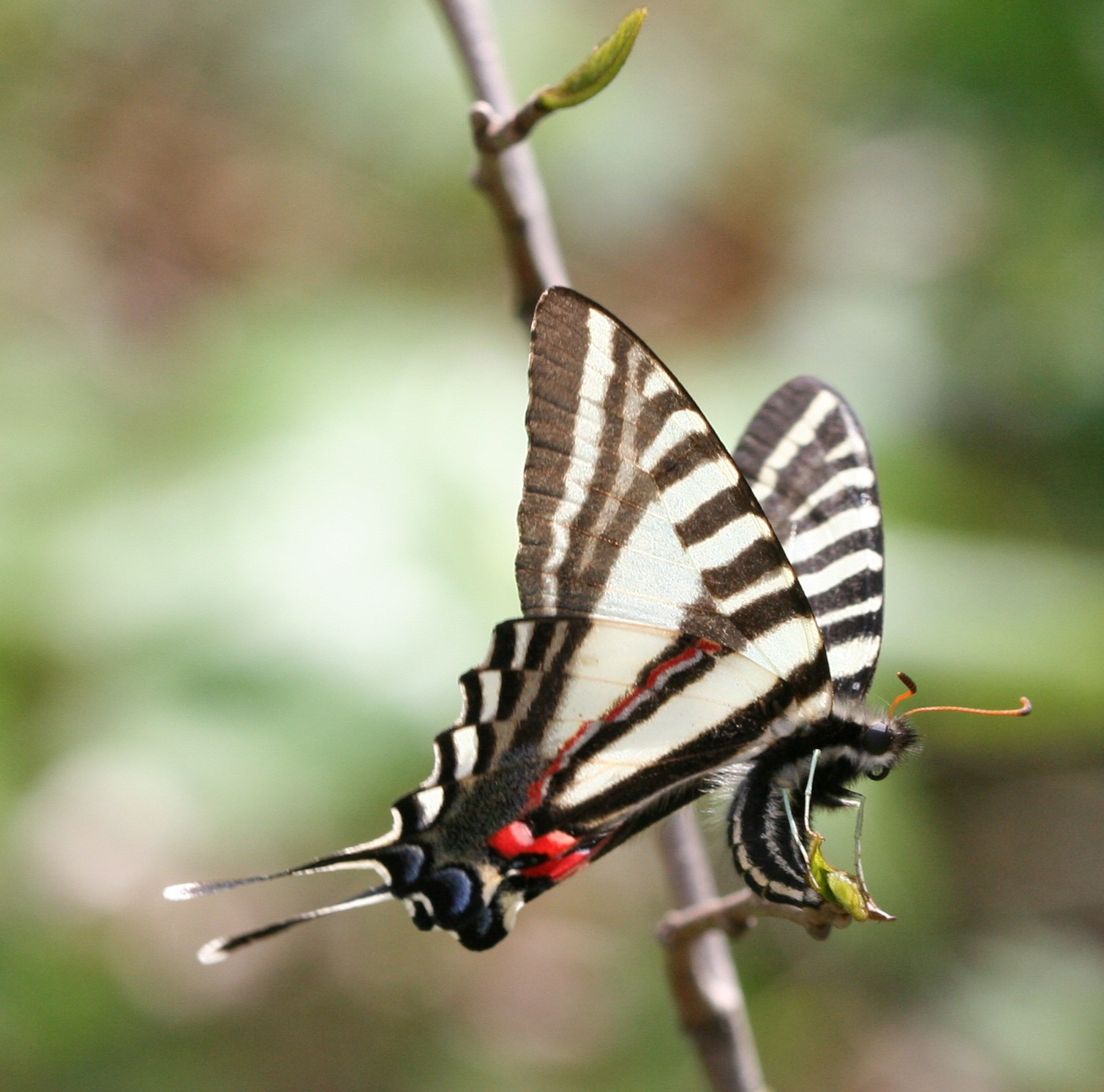
Unterseite eines Weibchens, das gerade ein Ei ablegt
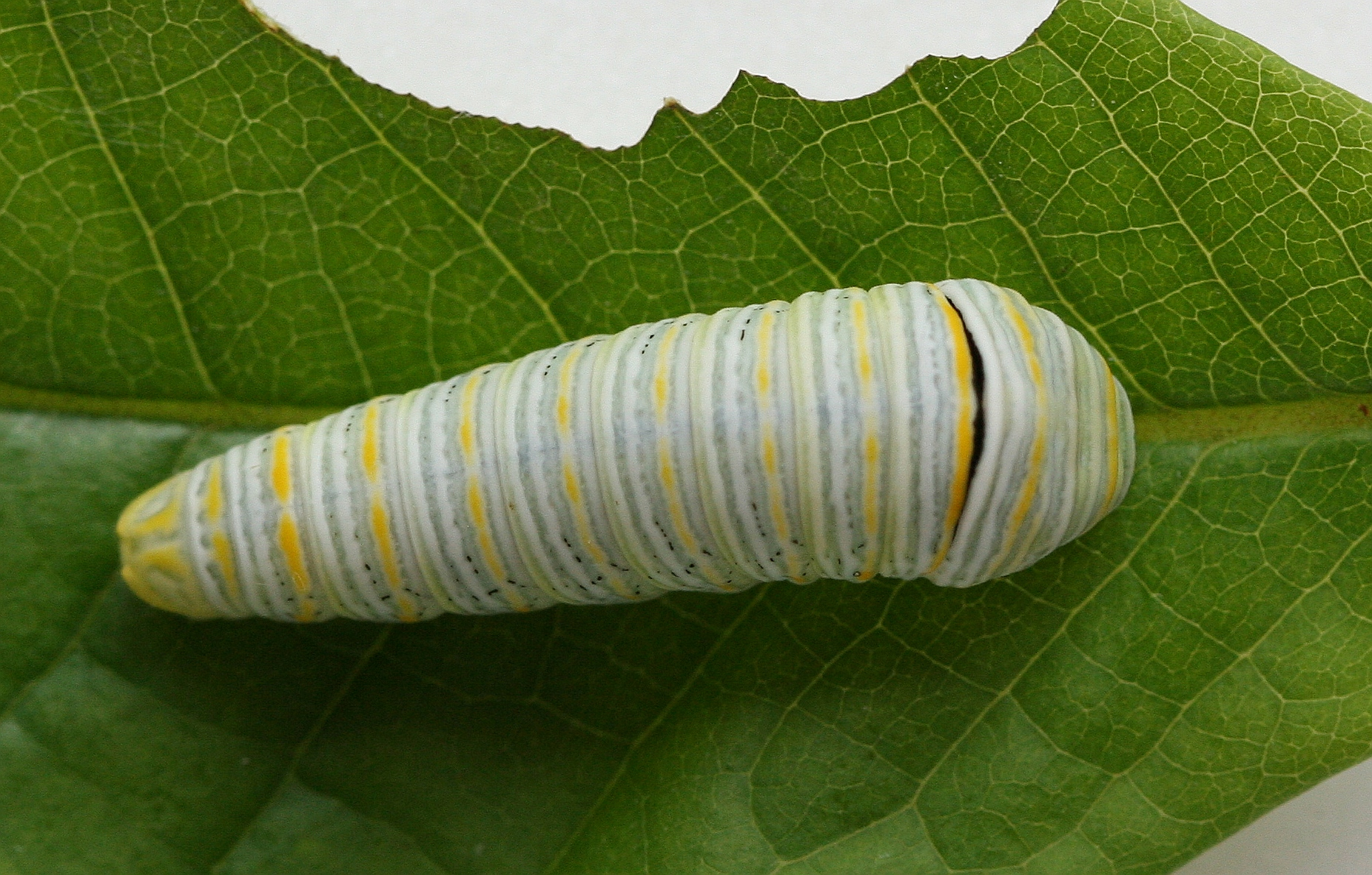
Grüne Form der Raupe
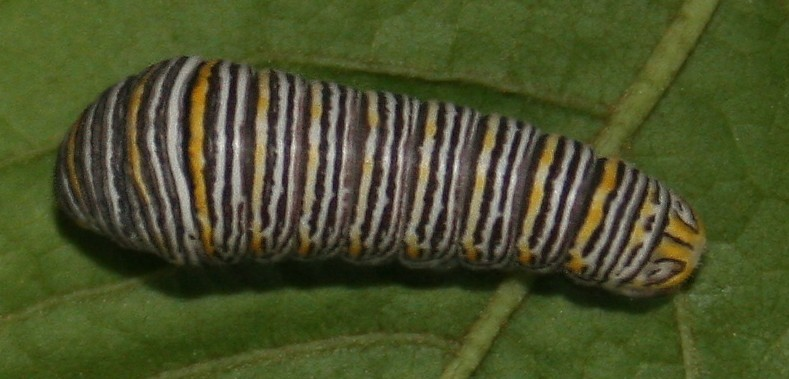
Dunkle Form der Raupe
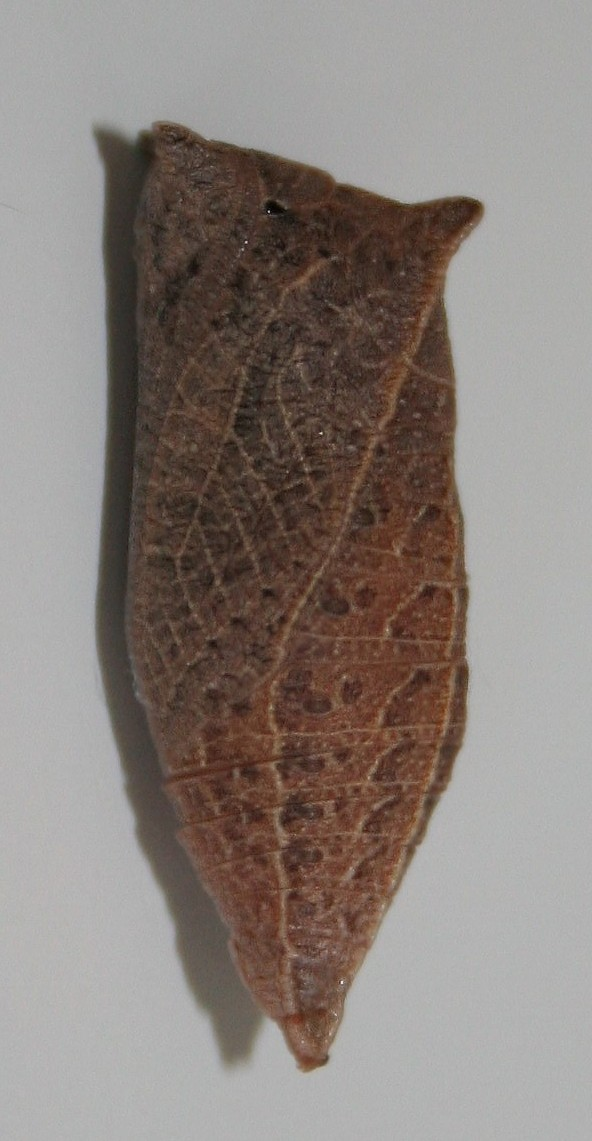
Puppe

### Ähnliche Arten
Einige weitere Arten der Gattungen Protographium und Iphiclides ähneln Protographium marcellus. Diese haben jedoch kürzere Schwänze. Auch fehlt ihnen entweder die typische Zebra-Zeichnung oder sie kommen in gänzlich anderen Regionen der Erde vor, beispielsweise:
- Protographium celadon (Lucas, 1852) – auf Kuba
- Protographium marcellinus (Doubleday, 1845) – auf Jamaika
- Segelfalter (Iphiclides podalirius) (Linnaeus, 1758) – in Europa und Teilen Asiens
- Iberischer Segelfalter (Iphiclides feisthamelii) (Duponchel, 1832) – auf der Iberischen Halbinsel und Teilen Nordafrikas
- Iphiclides podalirinus (Oberthür, 1890) – in China und Tibet

## Verbreitung und Lebensraum

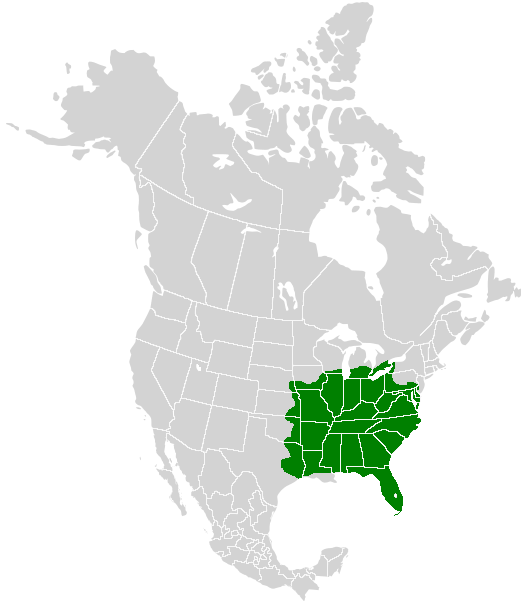
Verbreitung

Protographium marcellus kommt in den östlichen, einigen mittleren und den südöstlichen Bundesstaaten der USA vor. In Florida ist die Unterart Protographium marcellus floridensis heimisch. Die Art lebt bevorzugt in offenen Waldlandschaften.

## Lebensweise
Die Falter bilden zwei Generationen pro Jahr, die von Mai bis Dezember anzutreffen sind. Sie besuchen zur Nektaraufnahme gerne verschiedene Blüten oder nehmen Flüssigkeit und Mineralstoffe an feuchten Erdstellen auf. Die Raupen ernähren sich von den Blättern verschiedener Annonengewächse (Annonaceae), insbesondere der Gattung Papau (Asimina), beispielsweise von Dreilappiger Papau (Asimina triloba), Asimina longifolia, Asimina parviflora, Asimina angustifolia, Asimina incana, Asimina reticulata, Asimina pygmea und Asimina obovata. Die Puppen der zweiten Generation überwintern.